# Stephen Jackson
Stephen Jesse Jackson (* 5. April 1978 in Port Arthur, Texas) ist ein ehemaliger US-amerikanischer Basketballspieler, der von 2000 bis 2014 in der NBA aktiv war. Im Jahr 2003 gewann Jackson mit den San Antonio Spurs die NBA-Meisterschaft.

## Spielerkarriere
Jackson wollte die University of Arizona besuchen, wurde aber aus akademischen Gründen nicht zugelassen. Er ging auf ein Community College, spielte jedoch keinen College-Basketball. 1997 wurde er im NBA Draft an 43. Stelle von den Phoenix Suns ausgewählt. Die Suns entließen ihn am 30. Oktober allerdings wieder. Er spielte daraufhin kurzzeitig in der Continental Basketball Association (CBA) für die LaCrosse Bobcats, in der australischen National Basketball League für die Sydney Kings, sowie in Venezuela und der Dominikanischen Republik.

### NBA
In der Saison 2000/01 wechselte Jackson dann endlich in die NBA zu den New Jersey Nets. In 77 Spielen erzielte er im Schnitt 8,2 Punkte und spielte im Rookie Game des NBA All-Star Weekends.
Vor der Saison 2001/02 unterzeichnete Stephen einen Vertrag bei den San Antonio Spurs. Er war allerdings von Verletzungen geplagt und verpasste 45 Spiele. Erst in der Saison 2002/03 wurde er zu einem wichtigen Bestandteil der Spurs. In 80 Spielen machte er durchschnittlich 11,8 Punkte und 3,6 Rebounds, in den Play-offs sogar 12,8 Punkte pro Partie. Die Spurs gewannen in dieser Saison den NBA-Titel.
2003 wurde er Free Agent und unterschrieb bei den Atlanta Hawks, für die er in 80 Spielen 18,1 Punkte, 4,6 Rebounds und 3,1 Assists verbuchen konnte. Am 12. März 2004 konnte Jackson gegen die Washington Wizards seine Karrierebestleistung von 42 Punkten erzielen.
Nach der Saison 2003/04 wurde Jackson im Tausch für Al Harrington zu den Indiana Pacers getradet. Er erhielt eine 30-Spiele-Sperre von der NBA für seine Beteiligung an der Pacers-Pistons-Schlägerei („Malice at the Palace“) vom 19. November 2004. Außerdem kam er im Jahr 2006 mit dem Gesetz in Konflikt und wurde von der NBA für sieben Spiele gesperrt. Es ging dabei um eine Schlägerei und Schüsse aus Jacksons Pistole. Ob es sich dabei um Notwehr handelte wie von Jackson behauptet, ist umstritten.
Im Januar 2007 wurde er von den Indiana Pacers zusammen mit Al Harrington, Šarūnas Jasikevičius und Josh Powell an die Golden State Warriors abgegeben, die im Gegenzug Mike Dunleavy Jr., Troy Murphy, Ike Diogu und Keith McLeod erhielten.
Im März 2008 wurde er von der NBA für sein soziales Engagement mit dem NBA Community Assist Award geehrt.
Am 16. November 2009 gaben die Golden State Warriors Jackson und Teamkamerad Acie Law im Tausch gegen Raja Bell und Vladimir Radmanović an die Charlotte Bobcats ab. In der vorangegangenen Off-Season hatte Jackson nach einem Trade verlangt.
Juni 2011 wurde Jackson erneut getradet. Er wechselte von den Bobcats zu den Milwaukee Bucks. Dort spielte er bis März 2012 und wurde anschließend erneut getradet. Er kehrte zu seinem ehemaligen Team, den Golden State Warriors zurück, welche ihn dann an die San Antonio Spurs weiterreichten. Im Gegenzug ging Richard Jefferson nach Oakland. Für die Spurs kam Jackson meist von der Bank und erhielt im Laufe der Saison weniger Minuten aufgrund der starken Konkurrenz im Kader der Texaner. Im April 2013 wurde Jacksons Vertrag bei den Spurs vor dem Start der Play-offs aufgelöst.
Im Dezember desselben Jahres unterschrieb er bei den Los Angeles Clippers, die ihn jedoch nach 9 Spielen wieder entließen. Die Clippers waren Jacksons letzte Station als Profibasketballer.

## Sonstiges
Jackson war Medienberichten zufolge ein guter Freund des am 25. Mai 2020 wegen Polizeigewalt verstorbenen Afroamerikaners George Floyd, dessen Tod landesweite Proteste und Ausschreitungen nach sich zog.